# Michel Laurent (cyclisme)
Pour les articles homonymes, voir Michel Laurent et Laurent.
Michel Laurent, né le 10 août 1953 à Bourbon-Lancy, est un coureur cycliste français.

## Biographie
Michel Laurent, athlète d'une corpulence d'un mètre 82 et de 72 kg, fait ses débuts de cycliste en 1968 au club local de l'US Bourbon-Lancy.
Amateur, il remporte la Route de France en 1974 devant Bernard Hinault.  
Professionnel de 1975 à 1984 (37 victoires), il commence sa carrière sous l'égide de Jean de Gribaldy, avec lequel il remporte dès 1976 le Tour de Corse devant l'Italien Lualdi à 1 seconde et Paris-Nice devant le Néerlandais Kuiper à 17 secondes.  
Il gagne notamment la Flèche wallonne en 1978, le Critérium national en 1980, et le Critérium du Dauphiné libéré en 1982. 
Lors de la 16e étape du Tour de France 1983, disputée entre Issoire et Saint-Étienne, Michel Laurent et Henk Lubberding sont au coude à coude à l'arrivée. À quelques mètres de la ligne, Laurent est poussé par son adversaire et finit dans les barrières. Il se fracture la main. Lubberding franchit la ligne conspué par le public et est immédiatement déclassé au profit de Laurent (qui, le temps de se relever, n'est arrivé que septième). Il ne pourra pas reprendre le départ du lendemain. Cette victoire par déclassement restera son unique victoire d'étape sur le Tour.

## Palmarès

### Palmarès amateur
- Amateur
  - 1968-1974 : 33 victoires
- 1974
  - Route de France :
    - Classement général
    - 5e étape (contre-la-montre)

  - Grand Prix d'Issoire
  - 2e du championnat de France du contre-la-montre par équipes
  - 2e du Grand Prix de France
  - 2e de la Flèche d'or
  - 3e du Grand Prix de Villapourçon
  - 3e du Grand Prix des Nations amateurs
  - 3e de la Palme d'or Merlin-Plage

### Palmarès professionnel
- 1975
  - Grand Prix de Fribourg
  - 5e étape de l'Étoile des Espoirs
  - 2e du Tour de Catalogne
  - 3e du Tour de Corse
  - 10e de Paris-Bruxelles
  - 10e du Grand Prix des Nations
- 1976
  - Lauréat de la Promotion Pernod
  - Classement général du Tour de Corse
  - Paris-Nice :
    - Classement général
    - 7e étape (contre-la-montre)

  - 3e du Trophée méditerranéen
  - 3e de Milan-San Remo
  - 3e de la Polymultipliée
- 1977
  - 4e du Grand Prix du Midi libre
  - 7e du Tour de France
- 1978
  - Tour de Corse :
    - Classement général
    - 3e étape A (contre-la-montre)

  - Tour du Vaucluse :
    - Classement général
    - 1re étape B (contre-la-montre)

  - Flèche wallonne
  - Grand Prix d'Orchies
  - Critérium des As
  - 2e du Critérium national
  - 4e de Paris-Nice
  - 4e de Liège-Bastogne-Liège
  - 7e du Tour de Romandie
  - 10e du Grand Prix du Midi libre
- 1979
  - Tour méditerranéen :
    - Classement général
    - 3e étape (contre-la-montre)

  - Grand Prix de Lugano
  - 3e du Grand Prix du Midi libre
  - 4e du Tour d'Italie
  - 6e de l'Amstel Gold Race
  - 7e du Tour de Romandie
  - 10e de Liège-Bastogne-Liège
- 1980
  - 3e étape A du Tour méditerranéen (contre-la-montre)
  - 3e étape A du Tour de Corse (contre-la-montre)
  - Classement général du Critérium international
  - Tour du Vaucluse :
    - Classement général
    - 1re étape

  - 2e du Tour de Corse
  - 3e du Tour méditerranéen
- 1981
  - 3e étape B du Tour de Corse (contre-la-montre)
  - Tour du Vaucluse :
    - Classement général
    - Prologue

  - 2e du Tour de Corse
  - 4e du Tour de Romandie
  - 7e du Critérium du Dauphiné libéré
- 1982
  - Classement général du Critérium du Dauphiné libéré
  - Classement général du Tour méditerranéen
  - 3e du Tour Midi-Pyrénées
  - 4e du Grand Prix du Midi libre
  - 6e du Tour de Romandie
  - 9e de Paris-Nice
- 1983
  - 1re étape du Tour du Sud-Est
  - 4e étape du Grand Prix du Midi libre
  - 16e étape du Tour de France
  - 2e du Tour du Sud-Est
  - 5e de Paris-Nice
  - 10e du Tour de Romandie
- 1984
  - 4e étape du Critérium du Dauphiné libéré
  - 2e du Tour du Midi-Pyrénées
  - 4e de Paris-Nice
  - 8e du Critérium du Dauphiné libéré
  - 9e du Grand Prix du Midi libre

## Résultats dans les grands tours

### Tour de France
9 participations
- 1975 : hors délais (8e étape)
- 1976 : hors délais (11e étape)
- 1977 : 7e
- 1978 : 14e
- 1979 : 37e
- 1981 : 18e
- 1982 : 48e
- 1983 : non partant (17e étape), vainqueur des 2e (contre-la-montre par équipes) et 16e étapes
- 1984 : 17e

### Tour d'Italie
1 participation
- 1979 : 4e